# USS Cabot (CVL-28)
«Кебот» (англ. USS Cabot (CVL-28)) — легкий авіаносець США типу «Індепенденс».

## Історія створення
Закладений 13 березня 1942 року як крейсер типу «Клівленд» (англ. «Cleveland») під назвою «Вілмінгтон» (англ. «Wilmington » (CL-79)). Спущений на воду 4 квітня 1943 року. 2 червня 1942 року перезамовлений як авіаносець і тоді ж перейменований на «Кебот». Вступив у стрій 24 липня 1943  року.

## Історія служби

### Друга світова війна
«Кебот» увійшов до складу 5-го флоту в середині січня 1944 року (авіагрупа CVGL-31). Брав участь в десанті на Маршаллові острови (29.01—26.02.1944), ударах по японських базах на островах Палау (30.03—01.04.1944), забезпеченні висадок на острови Нової Гвінеї (21—29.04.1944), рейді на Трук (29-30.04.1944), десантній операції (11—23.06.1944; 04—05.07.1944; 21.07—05.08.1944) та битві у Філіппінському морі (19 — 20.6.1944).
Завдавав ударів по японських базах в ході операції на Західних Каролінських островах (28.08—24.09.1944). 5 жовтня 1944 прийняв авіагрупу CVGL-29.
Брав участь в рейді на острови Рюкю, Формоза та Лусон (10—19.10.1944), в десантній операції (20—27.11.1944) та битві в затоці Лейте (23—26.10.1944).
25 листопада 1944 року «Кебот» був пошкоджений влучанням камікадзе в політну палубу з лівого борту (була розбита катапульта, загинуло 36 і поранено 16 чоловік). Ще один літак вибухнув поряд. Авіаносець вийшов з ладу на 1 годину.

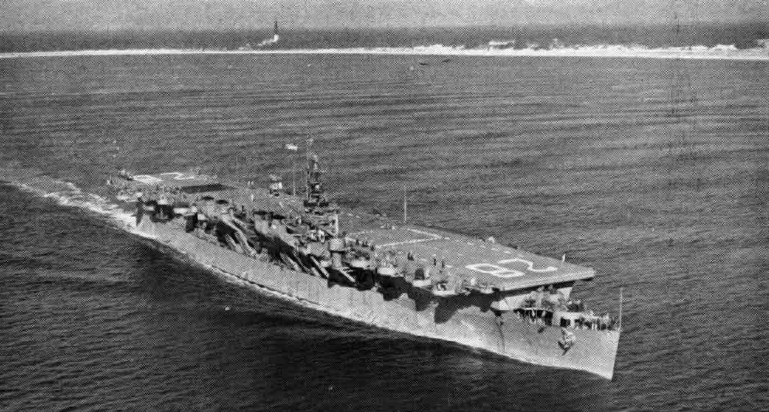
«Кебот» в 1949 році

Завдавав ударів по аеродромах на острові Лусон (11—18.12.1944). 18 грудня 1944 року, перебуваючи на схід від Філіппін, отримав незначні штормові пошкодження.
Атакував японські бази на островах Формоза, Рюкю, Лусон, в Індокитаї та Гонконгу (30.12.1944—22.01.1945), завдавав ударів по Токіо, Йокогамі, забезпечував висадку десанту на Іодзіму (11.02—02.03.1945). Брав участь в другому рейді на Токіо та військово-морську базу Куре (14—19.03.1945), початковому етапі десантної операції на Окінаву (01—11.04.1945), після чого вирушив до США на ремонт.
В кінці липня 1945 року прийняв авіагрупу CVGL-32 та завдав удар по острову Вейк (01.08.1945), потім по Токіо, Кобе, Нагої, Куре, Майдзуру та острову Хоккайдо
(09—15.08.1945).
За час війни літаки з «Кебота» збили 280 японських літаків.

### Післявоєнна служба
11 лютого 1947 року «Кебот» виведений в резерв. 27 жовтня 1948 року знову вступив у стрій як навчальний та протичовновий авіаносець у вкладі Атлантичного флоту, оскільки розміри корабля були недостатні для операцій з новими реактивними літаками. 21 січня 1955 року знову виведений в резерв. З травня 1959 року - авіатранспорт з бортовим номером AVT-3.

### Служба в іспанському військово-морському флоті
В 1965-1967 роках «Кебот» пройшов ремонт та модернізацію на верфі ВМС США у Філадельфії, після чого був переданий в оренду Іспанії. Вступив у стрій 30 серпня 1967 року під назвою «Дедало» (ісп. Dedalo) з бортовим номером R 01. У 1972 році був повністю викуплений Іспанією та залишався у складі її флоту ще півтора десятиліття. Після того, як у 1989 році до складу ВМС Іспанії увійшов авіаносець «Прінсіпе де Астуріас», «Кебот» був знятий з озброєння та переданий США, які планували перетворити його на плавучий музей. Але ці плани не здійснились, і в 2000 році «Кебот» був утилізований.